# Малекеєва Нарбюбю
Нарбюбю Малекеєва (Нарбубу Малікеєва) (1920, село Кічі-Акжол, тепер Аксийського району Джалал-Абадської області, Киргизстан — 8 жовтня 1946, тепер Киргизстан) — радянська киргизька діячка, відкатниця шахти «Північна-Нарин» рудника Ташкумир Киргизької РСР. Депутат Верховної ради СРСР 2-го скликання.

## Життєпис
Народилася в бідній селянській родині. Закінчила сільську початкову школу. З дитячих років — колгоспниця колгоспу в Джангі-Джольському районі Джалал-Абадської області Киргизької РСР.
З 1942 року працювала на шахтах рудника Ташкумир Киргизької РСР. До жовтня 1946 року — відкатниця шахти «Північна-Нарин» рудника Ташкумир. Перевиконувала виробничі норми.
Померла 8 жовтня 1946 року.